# Ed Allen (Autor)
Edward „Ed“ Allen (* 20. Oktober 1948 in New Haven, Connecticut) ist ein US-amerikanischer Autor.

## Leben
Allen wuchs in einem New Yorker Vorort auf. Er studierte an der Ohio University und erreichte 1986 den akademischen Grad M.A. 1989 bekam er den Doktortitel Ph.D.
Er arbeitete bei bekannten amerikanischen Zeitschriften wie The New Yorker, Story Magazine, Gentlemen’s Quarterly und Southwest Review.
2003 wurde sein Roman Mustang Sally unter dem Namen Easy Six verfilmt.
Allen lebt in Vermillion, South Dakota

## Auszeichnungen
- 1994–1995: Senior Fulbright Fellowship
- 2002: Flannery O’Connor Award for Short Fiction

## Werke

### Romane
- Straight Through the Night. Soho Press, 1990, ISBN 0-939149-36-2.
- Mustang Sally. Norton, 1992, ISBN 0-393-31156-2 (google.de).

### Sachbücher
- The Hands-On Fiction Workbook: An Activity-Based Approach to Fiction Writing. Prentice Hall, 1995, ISBN 0-13-238882-0.

### Kurzgeschichten
- Ate It Anyway. University of Georgia, 2002, ISBN 0-8203-2558-9 (google.de).

### Poesie
- The Clean Place. Ohio University, 1989.
- 67 Mixed Messages. Ahsahta Press, Boise State University, 2006, ISBN 0-916272-86-9.

### Anthologie
- The Best American Short Stories, 1990. Houghton Mifflin, 1990, ISBN 0-395-51617-X.

| Personendaten    | Personendaten                      |
| ---------------- | ---------------------------------- |
| NAME             | Allen, Ed                          |
| ALTERNATIVNAMEN  | Allen, Edward (vollständiger Name) |
| KURZBESCHREIBUNG | US-amerikanischer Autor            |
| GEBURTSDATUM     | 20. Oktober 1948                   |
| GEBURTSORT       | New Haven, Connecticut             |